# Opération Ochsenkopf
Campagne de Tunisie de la Seconde Guerre mondiale
Batailles
- Course pour Tunis
- Ligne Mareth
- Sidi Bouzid
- Kasserine
- Sejnane
- Ochsenkopf
- Capri
- Ksar Ghilane
- Pugilist
- El Guettar
- Wadi Akarit
- Longstop Hill
- Hill 609
- Vulcan
- Flax
- Retribution
- Strike

L'opération Ochsenkopf (« opération Tête de Buffle ») également connue sous le nom de bataille de Sidi Nsir et bataille de Hunts Gap, est une opération offensive des forces de l'Axe s'étant déroulée en Tunisie du 26 février au 4 mars 1943, lors de la campagne de Tunisie de la Seconde Guerre mondiale. L'offensive est une opération subsidiaire l'opération Ausladung, destinée à prendre le contrôle de Medjez el Bab, Béja, El Aroussa, Djebel Abiod et une position connue sous le nom de Hunt's Gap, opposant la 1re armée britannique à la Panzerarmee Afrika. L'offensive gagna du terrain, mais aucun des objectifs les plus ambitieux ne fut atteint avant que l'opération ne soit annulée, en raison des pertes croissantes d'infanterie et de chars, en particulier les Panzerkampfwagen VI Tiger. L'opération fut la dernière grande offensive des forces de l'Axe de la 5e Panzerarmee avant l'ultime offensive alliée, en avril et en mai, au cours de laquelle les Alliés occupèrent la Tunisie et capturèrent les 250 000 soldats survivants de l'Axe.

#### Livres
- Rick Atkinson, An Army At Dawn: The War in North Africa, 1942–1943, vol. I, London, Hachette UK, coll. « The Liberation Trilogy », 2013 (ISBN 978-1-40552-727-9)
- Dominick Bidwell et Dominick Graham, Fire Power: The British Army Weapons & Theories of War 1904–1945, Barnsley, Pen and Sword, 2004 (ISBN 978-1-84415-216-2)
- Jack Coggins, The Campaign for North Africa, New York, Doubleday, 1980 (ISBN 978-0-38504-351-9, lire en ligne )
- British and Commonwealth AFVs, 1940–46, vol. III, Leatherhead, Profile Publications, coll. « Armoured Fighting Vehicles of the World », 1971 (OCLC 278597)
- Richard Doherty, Only the Enemy in Front (every Other Beggar Behind–): The Recce Corps at War, 1940–1946, London, Tom Donovan, 1994 (ISBN 978-1-87108-518-1)
- James Dunning, When Shall Their Glory Fade: The Stories of the Thirty-Eight Battle Honours of the Army Commandos, London, Frontline Books, 2011 (ISBN 978-1-84832-597-5)
- Bryn Evans, With the East Surreys in Tunisia and Italy 1942–1945: Fighting for every River and Mountain, Philadelphia, PA, Casemate, 2012 (ISBN 978-1-78337-673-5)
- Gregor Ferguson, The Paras 1940–84, vol. I, Oxford, Osprey, coll. « Elite », 1984 (ISBN 0-85045-573-1)
- Joe Flood, Unravelling the Code, Raleigh, NC, Lulu.com, 2013 (ISBN 978-0-99232-810-8)
- Ken Ford, Battle-axe Division: From Africa to Italy with the 78 Division 1942–45, Stroud, Sutton, 1999 (ISBN 978-0-75091-893-0)
- Russell Hart, Clash of Arms: How the Allies Won in Normandy, Boulder, CO, Lynne Rienner, 2001 (ISBN 978-1-55587-947-1, lire en ligne)
- James Holland, Together We Stand: America, Britain and the Forging of an Alliance, New York, Miramax Books, 2006 (ISBN 978-1-40135-253-0, lire en ligne)
- G. F. Howe, Northwest Africa: Seizing the Initiative in the West, Washington, Department of the Army, coll. « United States Army in World War II: Mediterranean Theatre of Operations », 1991, online éd. (1re éd. 1957) (ISBN 0-16001-911-7, OCLC 23304011, lire en ligne)
- Ronald Lewin, The War on Land: 1939–45, New York, Random House, 2012 (ISBN 978-1-44810-412-3)
- Howard Marshal, Over to Tunis: The Complete Story of the North African Campaign, London, Eyre & Spottiswoode, 1943 (OCLC 2056845)
- Samuel Mitcham, Blitzkrieg No Longer, Barnsley, Pen and Sword, 2010 (ISBN 978-1-84884-302-8)
- Julian Paget, Second to None: The History of the Coldstream Guards 1650–2000, Philadelphia, PA, Casemate, 2000 (ISBN 978-1-78337-939-2)
- Bryan Perrett, Churchill Infantry Tank 1941–51, Oxford, Osprey, 1993 (ISBN 978-1-85532-297-4)
- Bryan Perrett, Last Stand: Famous Battles against The Odds, London, Hachette UK, 2012 (ISBN 978-1-78022-526-5)
- I. S. O. Playfair, C. J. C. Molony, F. C. Flynn et T. P. Gleave, The Mediterranean and Middle East: The Destruction of the Axis Forces in Africa, vol. IV, London, HMSO, coll. « History of the Second World War United Kingdom Military Series », 2004, facs. repr. Naval & Military Press, Uckfield éd. (1re éd. 1966) (ISBN 1-84574-068-8)
- David Rolf, The Bloody Road to Tunis: Destruction of the Axis Forces in North Africa, November 1942 – May 1943, London, Greenhill Books, 2001 (ISBN 978-1-85367-445-7)
- Wolfgang Schneider, Tigers in Combat, vol. I, Mechanicsburg, PA, Stackpole, 2004 (ISBN 978-0-81173-171-3)
- (de) Hans-Martin Stimpel, Die deutsche Fallschirmtruppe 1942–1945: Einsätze auf Kriegsschauplätzen im Süden, vol. I, Berlin, Mittler E. S. & Sohn, 1998 (ISBN 978-3-81320-577-0)
- Mike Syron, Panzerkrieg: The Rise and Fall of Hitler's Tank Divisions, London, Hachette UK, 2013 (ISBN 978-1-47210-780-0, lire en ligne )
- Gilberto Villahermosa, Hitler's Paratrooper: The Life and Battles of Rudolf Witzig, London, Frontline Books, 2010 (ISBN 978-1-47380-553-8)
- Bruce Allen Watson, Exit Rommel: The Tunisian Campaign, 1942–43, Mechanicsburg, PA, Stackpole, coll. « Stackpole Military History », 2007 (ISBN 978-0-8117-3381-6)
- Gordon Williamson et Ramiro Bujeiro, Knight's Cross and Oak Leaves Recipients 1941–45, Osprey, 2005 (ISBN 1-84176-642-9)

#### Journaux
- Lt.-General Kenneth Anderson, « Official despatch by Kenneth Anderson, GOC-in-C First Army covering events in NW Africa, 8 November 1942 – 13 May 1943 », London Gazette, London,‎ 1946 (ISSN 0374-3721)

#### Sites web
- « North Irish Horse - The Goatherds of WW II », sur northirishhorse.net, 2008 (consulté le 4 juin 2015)

### Lectures complémentaires
- Christopher Chant, The Encyclopedia of Codenames of World War II, London, Routledge, 2013 (ISBN 978-1-13464-787-3)
- David Fraser, And We Shall Shock Them: The British Army in the Second World War, London, A & C Black, 2011 (ISBN 978-1-44820-482-3)
- Tony Jaques, Dictionary of Battles and Sieges: A Guide to 8,500 Battles from Antiquity through the Twenty-first Century, Santa Barbara, CA, Greenwood Press, 2006 (ISBN 978-0-31333-536-5)
- Kenneth Macksey, Crucible of Power: the Fight for Tunisia, 1942–1943, London, Hutchinson, 1969 (ISBN 0-09098-880-9)
- D. R. Mallett, Hitler's Generals in America: Nazi POWs and Allied Military Intelligence, Lexington, KY, University Press of Kentucky, 2013 (ISBN 978-0-81314-253-1)